# 杜姆勒山

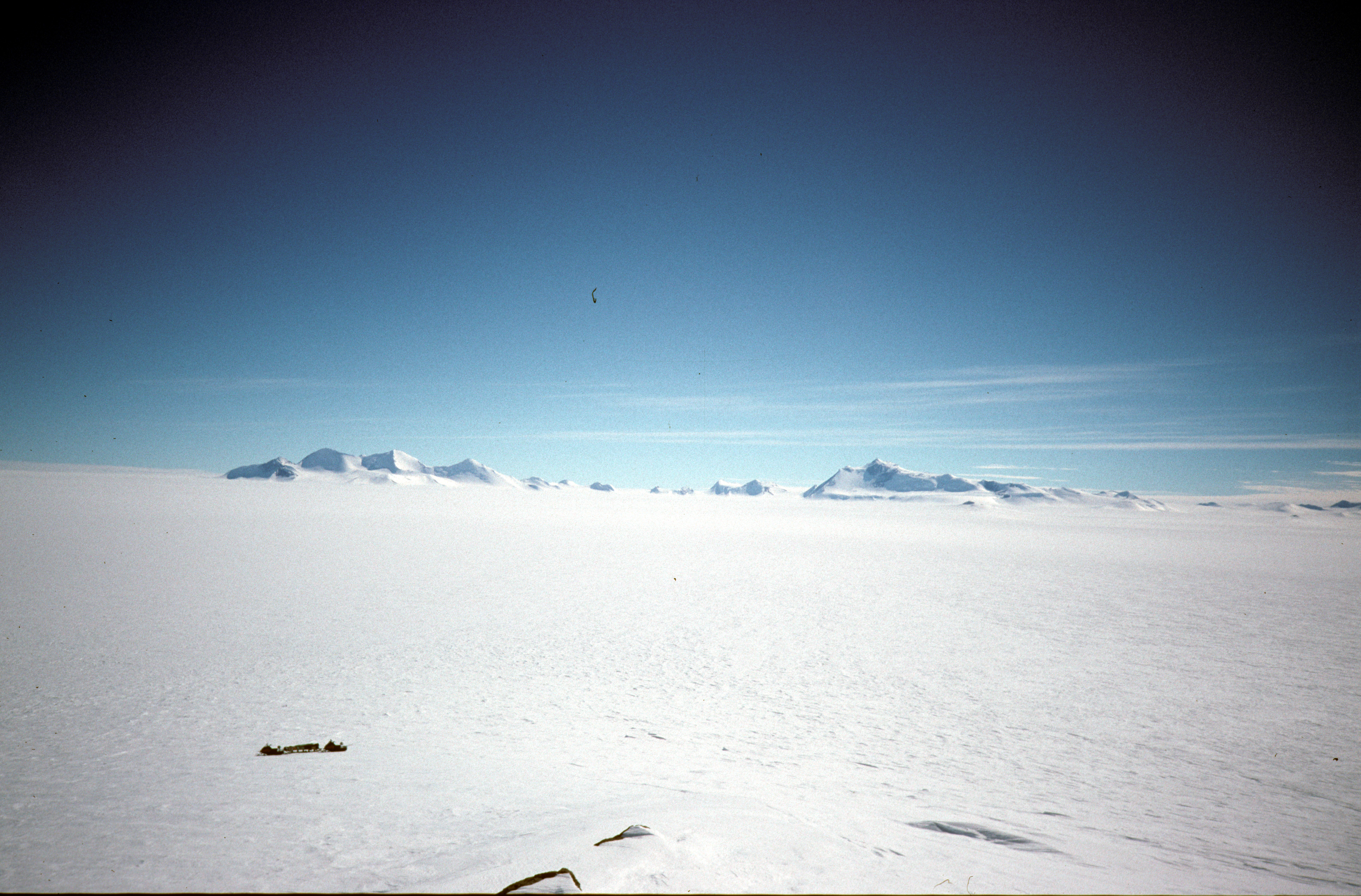

杜姆勒山（英語：Mount Duemler），是南極洲的山峰，位於帕爾默地東岸，處於貝利山以西20公里，海拔高度2,225米，由英國探險隊繪入地圖，現時由南極條約體系管理。